# 温莎-伊顿河畔站

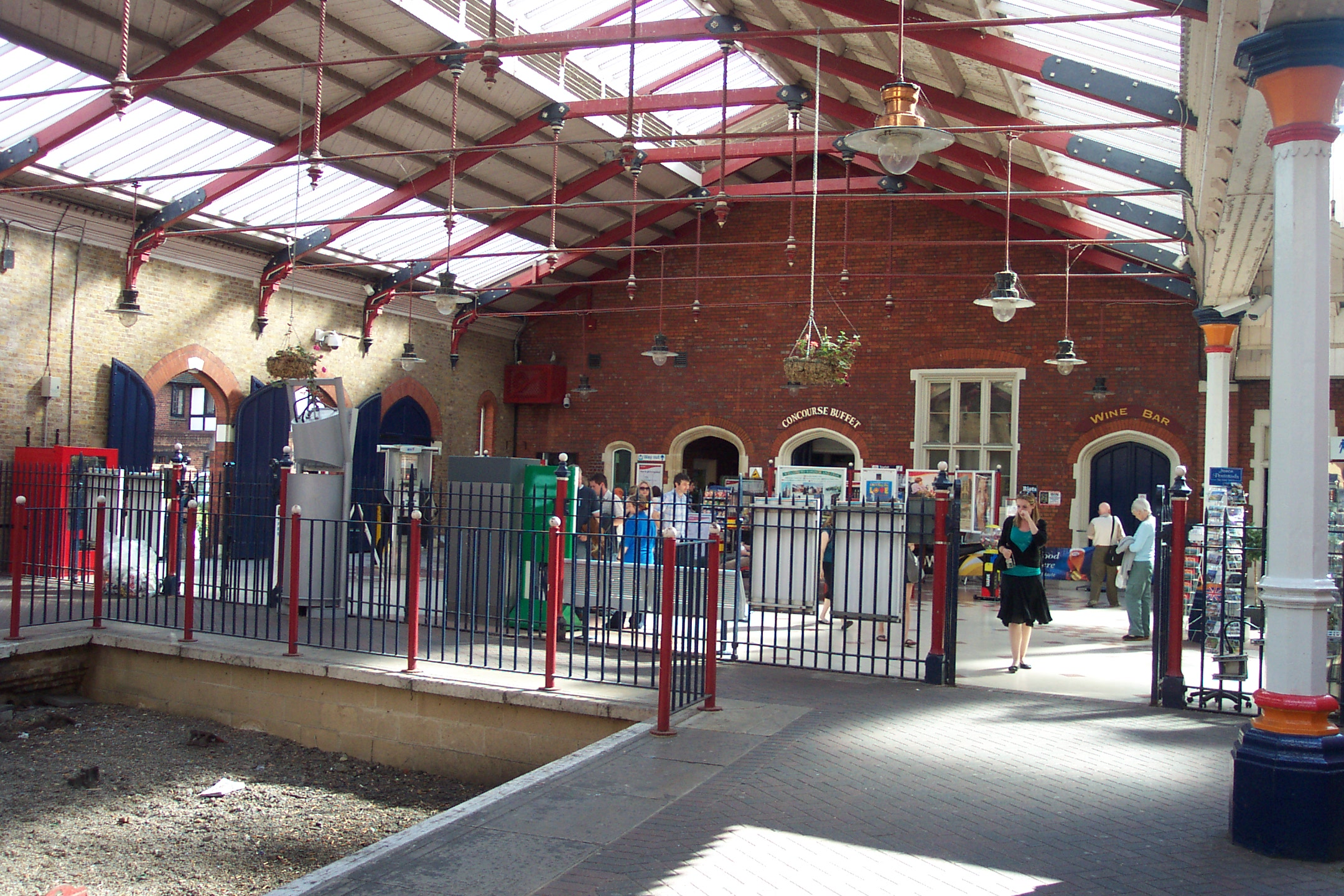
車站大堂

温莎-伊顿河畔站（英語：Windsor & Eton Riverside station）是英格兰的一个火车站，位于伯克郡的温莎，靠近泰晤士河和温莎城堡，是一座一级登录建筑。
该站是西南铁路的终点站，距滑鐵盧車站251⁄2英里（41.0）。温莎另有温莎-伊顿中央車站，属于大西部铁路公司。